# Witold Skaruch
Witold Skaruch (ur. 11 stycznia 1930 w Ciechankach, zm. 17 lutego 2010 w Konstancinie-Jeziornie) – polski aktor, teatralny, filmowy i telewizyjny oraz reżyser teatralny.

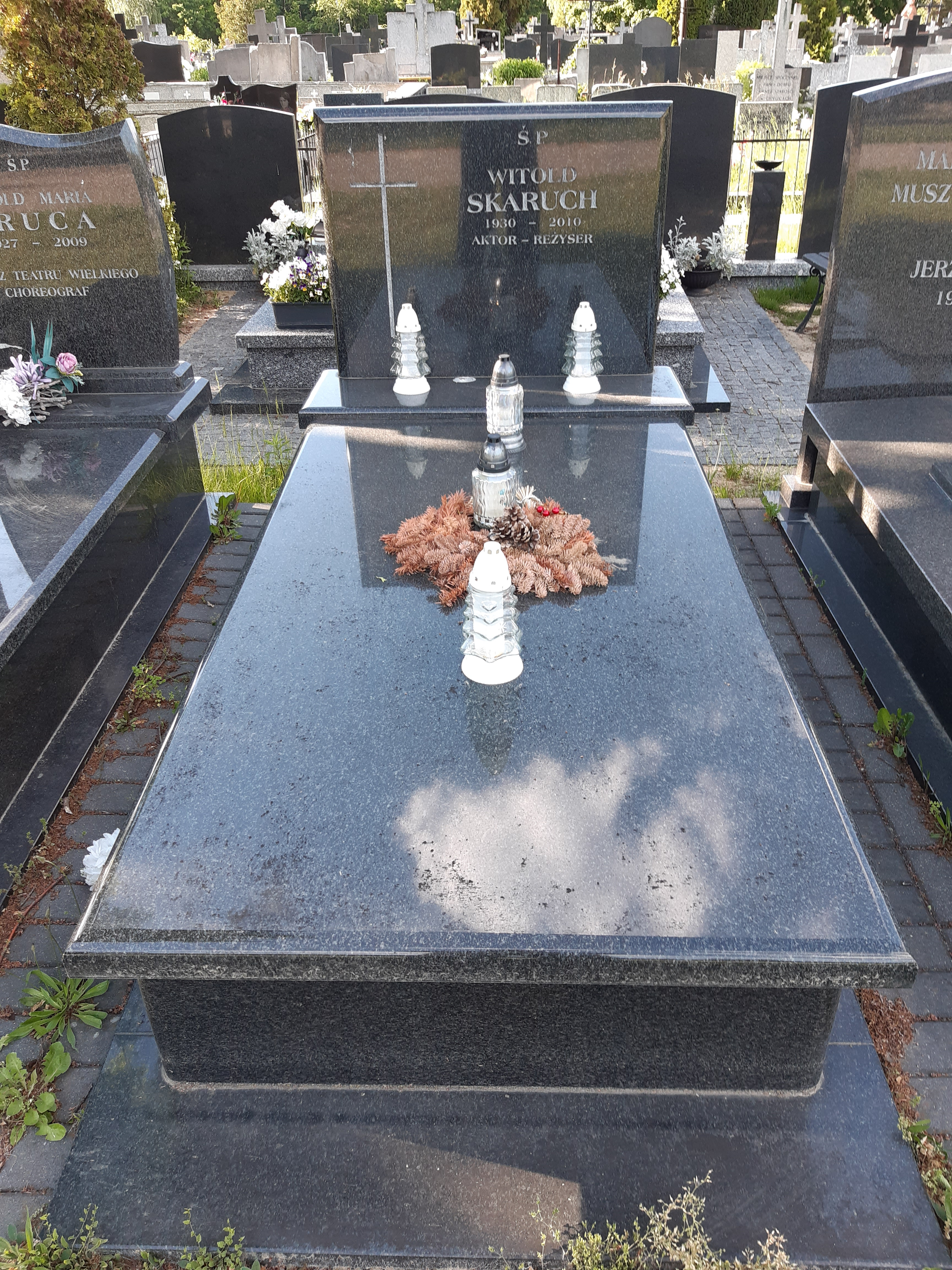
Grób Witolda Skarucha na cmentarzu w Skolimowie

## Życiorys
W 1953 ukończył studia na Wydziale Aktorskim Państwowej Wyższej Szkoły Teatralnej w Warszawie, a w 1964 na Wydziale Reżyserii tej uczelni.
Występował na scenach Szczecina: Teatru Dramatycznego (1953–1955) i Teatru Współczesnego (1984–1985) oraz Warszawy: Teatru Domu Wojska Polskiego (1955–1957), Teatru Dramatycznego (1957–1961), Praskiego Teatru Ludowego (1961–1965), Teatru Polskiego (1965–1967) i ponownie Teatru Dramatycznego (1967–1984 oraz 1985–1992).
W latach 1992–1994 był związany z niezależną grupą teatralną Misterion, z którą wystąpił w Bachantkach Eurypidesa na Festiwalu Michaiła Czechowa w Forest Row w hrabstwie East Sussex w Anglii i na offowej scenie Southwark Playhouse w Londynie.
Był mężem aktorki Janiny Traczykówny. Pochowany w kwaterze artystów na cmentarzu parafialnym w Skolimowie (Konstancin-Jeziorna).

## Filmografia
- Siostry (2009) − Józef (odc. 12)
- Ostatnia akcja (2009)
- Wszyscy jesteśmy Chrystusami (2006)
- Parę osób, mały czas (2005)
- Oficer (2004) − hrabia Artur Koniecpolski (odc. 7)
- Ajlawju (1999) – ksiądz
- Nic śmiesznego (1995) – ksiądz (w dzieciństwie)
- Dwa księżyce (1993)
- Paziowie (1989) – Florian, sekretarz króla
- Odbicia (1989) – dziennikarz w redakcji (odc. 6)
- Pogranicze w ogniu (serial telewizyjny 1988–1991) − Bertrand
- Mistrz i Małgorzata (1988)
- Kobieta w kapeluszu (1984)
- Widziadło (1983)
- Alternatywy 4 (serial telewizyjny 1983)
- Najdłuższa wojna nowoczesnej Europy (1981) – hrabia Wilamotz
- Misja (1980) – sekretarz kardynała
- Kariera Nikodema Dyzmy (serial telewizyjny 1980) – Litwinek, dyrektor gabinetu Prezydenta
- Do krwi ostatniej (1979) − komunista
- Wakacje (1976) − uczestnik obozu lekarzy
- Nie lubię poniedziałku (1971)
- Podróż za jeden uśmiech (1971) − kierowca fiata (odc. 3)
- Pogoń za Adamem (1970)
- Pan Wołodyjowski (1969)
- Piekło i niebo (1966)
- Pieczone gołąbki (1966)
- Jak być kochaną (1962)
- Zezowate szczęście (1960)
- Pociąg (1959)
- Trzy starty (1955) – reporter

## Odznaczenia i nagrody
- Złoty Krzyż Zasługi (1986)
- Złota Odznaka „Za zasługi dla Warszawy” (1970)
- Nagroda na XVIII Ogólnopolskim Przeglądzie Teatrów Małych Form (OPTMF) w Szczecinie za rolę Pana Smitha w spektaklu Łysa śpiewaczka Eugène’a Ionesco w Teatrze Scena Prezentacje w Warszawie (1983)